# 9nine
A 9nine egy japán idolzenekar, amelyet 2005-ben hozott létre a LesPros Entertainment. Eredetileg a nevének megfelelően kilenctagú volt az együttes, ám jelenleg csak öt tagja van.
A zenekar 2012-ben megjelent Sódzso Traveller című kislemeze volt az első kiadványuk, amely bekerült az Oricon heti eladási listájának első tíz helyezettje közé.

## Tagjai

### Jelenlegi tagok
- Szatake Uki (佐武 宇綺; Hepburn: Uki Satake?; 1992. március 8.) – vezérénekes
- Nisivaki Szajaka (西脇 彩華; Hepburn: Sayaka Nishiwaki?; 1992. szeptember 30) – vezérénekes, a második generáció „vezére” (Nisivaki Ajaka (Perfume) kishúga[2])
- Josii Kanae (吉井 香奈恵; Hepburn: Kanae Yoshii?; 1993. április 8.) (2010 szeptemberében csatlakozott) – vezérénekes
- Kavasima Umika (川島 海荷; Hepburn: Umika Kawashima?; 1994. március 3.) (2007 januárjában csatlakozott) – vezérénekes
- Murata Hirona (村田 寛奈; Hepburn: Hirona Murata?; 1996. december 29.) (2010 szeptemberében csatlakozott Josii Kanaéval) – vezérénekes

### Korábbi tagok
- Macuzava Azusza (松沢 梓; Hepburn: Azusa Matsuzawa?; 1992 április 15.) (2007 januárjában lépett ki)
- Vagacuma Mivako (我妻 三輪子; Hepburn: Miwako Wagatsuma?; 1991. február 11.) (2007 januárjában lépett ki)
- Kató Rubi (加藤 瑠美; Hepburn: Rubi Katō?; 1990. július 24.) (2007 decemberében lépett ki)
- Asida Marie (芦田 万莉恵; Hepburn: Marie Ashida?; 1990. december 23.) – az első generáció „vezére” (2009. március 31. lépett ki)
- Josida Mai (吉田 茉以; Hepburn: Mai Yoshida?; 1990. október 30.) (2009. március 31. lépett ki)
- Jamaoka Midori (山岡 みどり; Hepburn: Midori Yamaoka?; 1990. november 25.) (2009. március 31. lépett ki)
- Simogaki Madoka (下垣 真香; Hepburn: Madoka Shimogaki?; 1991. december 15.) (2007 januárjában csatlakozott Kavasima Umikával, 2010. augusztus 31-én lépett ki)
- Miura Moe (三浦 萌; Hepburn: Moe Miura?; 1992. december 16.) (2010. augusztus 31-én lépett ki)

## Diszkográfia

### Kislemezek

#### CD kislemezek
| # | Cím                                                      | Megjelenés         | Slágerlisták              | Slágerlisták              | Album    |
| # | Cím                                                      | Megjelenés         | Oricon heti eladási lista | Oricon heti eladási lista | Album    |
| # | Cím                                                      | Megjelenés         | Legjobb helyezés          | Listán töltött hetek      | Album    |
| - | -------------------------------------------------------- | ------------------ | ------------------------- | ------------------------- | -------- |
| 1 | Sweet Snow                                               | 2006. február 14.  | —                         | —                         | —        |
| 2 | Show Time                                                | 2008. június 4.    | 162                       | 1                         | Second 9 |
| 3 | Smile Again                                              | 2009. október 21.  | 44                        | 2                         | —        |
| 4 | Hikari no Kage (ヒカリノカゲ)                            | 2010. január 20.   | 28                        | 2                         | —        |
| 5 | Cross Over                                               | 2010. december 1.  | 25                        | 11                        | 9nine    |
| 6 | Shining Star                                             | 2010. március 9.   | 13                        | 8                         | 9nine    |
| 7 | Nacu Wanna Say Love U (夏 ｗａｎｎａ ｓａｙ ｌｏｖｅ Ｕ) | 2011. július 20.   | 15                        | 2                         | 9nine    |
| 8 | Tick Tock 2nite (チクタク☆２ＮＩＴＥ)                    | 2011. december 21. | 12                        | 4                         | 9nine    |
| 9 | Sódzso Traveller (少女トラベラー)                        | 2012. január 25.   | 9                         | 2                         | 9nine    |

#### Digitális kislemezek
| # | Cím                                    | Megjelenés           | Album    |
| - | -------------------------------------- | -------------------- | -------- |
| 1 | Shine                                  | 2006. július 26.     | —        |
| 2 | Nacu Fuku (夏服)                       | 2006. szeptember 30. | —        |
| 3 | Siroi Hana (白い華)                    | 2007. február 14.    | First 9  |
| 4 | Sky (CM Version) (sky（CMバージョン）) | 2008. április 30.    | Second 9 |
| 5 | Merry-Go-Round (メリーゴーランド)      | 2008. június 25.     | Second 9 |
| 6 | Szakura Prelude (サクラプレリュード)   | 2009. március 25.    | —        |
| 7 | Unbalance (アンバランス)               | 2009. május 20.      | —        |
| 8 | Happy×2 Eyes                           | 2009. július 29.     | —        |

### Stúdióalbumok
| # | Cím      | Megjelenés        | Slágerlisták              | Slágerlisták              |
| # | Cím      | Megjelenés        | Oricon heti eladási lista | Oricon heti eladási lista |
| # | Cím      | Megjelenés        | Legjobb helyezés          | Listán töltött hetek      |
| - | -------- | ----------------- | ------------------------- | ------------------------- |
| 1 | First 9  | 2007. március 21. | —                         | —                         |
| 2 | Second 9 | 2008. július 9.   | 186                       | 1                         |
| 3 | 9nine    | 2012. március 7.  |                           |                           |

## DVD-k
| # | Cím                                     | Megjelenés      | Slágerlisták              | Slágerlisták              |
| # | Cím                                     | Megjelenés      | Oricon heti eladási lista | Oricon heti eladási lista |
| # | Cím                                     | Megjelenés      | Legjobb helyezés          | Listán töltött hetek      |
| - | --------------------------------------- | --------------- | ------------------------- | ------------------------- |
| 1 | It’s Show Time!! Ver: Sakura ’09 Part 1 | 2009. május 20. | —                         | —                         |
| 2 | It’s Show Time!! Ver: Sakura ’09 Part 2 | 2009. május 20. | —                         | —                         |

## Videográfia

### Videóklipek
| Év   | Cím                                        |
| ---- | ------------------------------------------ |
| 2009 | Happy×2 Eyes (9nine × Maybelline New York) |
| 2009 | Smile Again                                |
| 2010 | Hikari no Kage                             |
| 2010 | Cross Over                                 |
| 2010 | Shining Star                               |
| 2011 | Nacu Wanna Say Love U                      |
| 2011 | Tick Tock 2nite                            |
| 2012 | Sódzso Traveller                           |